# Арамейски Дамаск
Арам или Арамейски Дамаск или още и Дамаско царство е древно арамейско държавно образувание в Древна Сирия.
Първият арамейски център в Древна Сирия преди Дамаск бил град Цоба, а през втората половина на 9 век пр.н.е. и Хама.
Просъществувало от около 10 век пр.н.е. до 733 г. пр.н.е. Издигането на Дамаск е свързано с преселението на арамеите, последната значима семитска вълна идваща от Арабия. Постепенно арамеите се слели със завареното аморейско-хуритско население в Древна Сирия, макар че оставили втората семитска лингва франка в района след акадския език – аморейската, т.е. езикът на Исус.
В края на 2-рото хилядолетие преди Христа, в Древна Сирия се засилва влиянието на Дамаск, разположен на важен кръстопът. Градът се снабдявал с желязо от Кападокия, а дамаските ковачи изработвали превъзходно оръжие.
През 732 г. пр.н.е. тръгналият на поход срещу Дамаск и земите му Тиглатпаласар III превзема града, а жителите му преселва в Кир в асирийски плен. Съпротивляващите се благородници били набучени на колове за назидание, като цялата страна била разорена заради неподчинението си къмто Новоасирийското царство.